# Seminari Conciliar de Barcelona
El Seminari Conciliar de Barcelona és una institució destinada a la formació de sacerdots, fundada per Joan Dimas Lloris, arquebisbe de Barcelona, el 19 de novembre del 1593.

## Història
Arran del Concili de Trento, l'Església Catòlica va crear els seminaris a partir d'un decret de 15 de juliol del 1563, que ordenava «que en cada diócesis se instituyera un Seminario para la conveniente formación de los aspirantes al sacerdocio». En aplicació d'aquest decret, el bisbe de Barcelona Joan Dimes Lloris va crear el 20 de novembre de l'any 1593 el Seminari Conciliar de Barcelona en un primer edifici al Convent de Santa Maria de Montalegre situat al carrer de Montalegre, que no es va inaugurar, però, fins al 13 de setembre del 1598. El primer reglament de l'entitat són les Ordinacions del Collegi ò Seminari Episcopal de Nostra Senyora de Montalegre de la ciutat de Barcelona, redactades pel bisbe Lluís de Sanç i Manegat el mes de gener de l'any 1614. Entre 1650 i 1735, restà tancat i sense activitat pròpia.
El 31 de març de 1772 (tot i que alguns autors donen la data del 7 d'abril del 1772) va ser traslladat a l'antic Col·legi de Cordelles, al costat de l'Església de Betlem, a la Rambla, fins a la Revolució del 1868, quan fou confiscat per la Junta Revolucionària i s'hi instal·là un institut de Batxillerat. Després d'uns quants intents de cohabitació infructuosos, el 1877 es va prendre la decisió de traslladar el Seminari a una seu provisional, la Casa Magarola del carrer dels Tallers, 22, el que es produiria l'agost del 1878. Hi van romandre fins al febrer del 1882, en què els seminaristes començaren a viure al nou edifici del carrer de la Diputació, malgrat que instal·lacions bàsiques com per exemple l'església (que no es va cobrir fins al 1885) encara no s'havien acabat. La inauguració oficial es produí el 4 de desembre del 1904. Entre 1905 i 1961, la direcció del Seminari va anar a càrrec dels Sacerdots Operaris.
Durant la Setmana Tràgica (1909), el Seminari fou assaltat i incendiat parcialment. Durant la Guerra Civil (1936-1939), l'edifici fou saquejat, i el rector José María Peris Polo, així com diversos professors i seminaristes, sofriren el martiri. El 6 de juny del 1969, set sacerdots catalans: Esquirol, Sánchez, Fornáriz, Vilaró, Calders, Boronat i un caputxí van iniciar una vaga de fam a l'infermeria del Seminari, en suport a l'acció dels sacerdots bascos que van iniciar una vaga de fam el 30 de maig a les oficines del bisbat de Bilbao, i van fer públic el document El sentit d'un gest.
A partir del 1970, els seminaristes anaren a viure a residències de diferents indrets de Barcelona, quedant només les institucions acadèmiques a l'edifici del carrer de la Diputació. El 1999, s'hi instal·laren de nou la comunitat de seminaristes i professors, distribuïts en tres residències.